# Distrito de Jaffna
Jaffna (en tamil: யாழ்ப்பாணம் மாவட்டம்) es un distrito de Sri Lanka en la provincia de Norte. Código ISO: LK.JA.
Comprende una superficie de 1 025 km².
El centro administrativo es la ciudad de Jaffna.

## Demografía
Según estimación 2010 contaba con una población total de 611 000 habitantes, de los cuales 321 000 eran mujeres y 290 000 varones.